# فرانسیس اسپنس
فرانسیس اسپنس (انگلیسی: Frances Spence؛ ۲ مارس ۱۹۲۲ – ۱۸ ژوئیهٔ ۲۰۱۲) یک ریاضی‌دان، و مهندس اهل ایالات متحده آمریکا و یکی از شش برنامه‌نویس اصلی انیاک، نخستین رایانه دیجیتالی الکترونیکی برای اهداف عمومی بود. او همچنین به عنوان یکی از نخستین برنامه‌نویسان در تاریخ در نظر گرفته‌می‌شود.
پنج برنامه‌نویس دیگر انیاک بتی هالبرتن، روث تیتلبام، کاتلین انتونلی، مارلین ملتزر و جین بارتیک بودند.

## زندگی‌نامه
او در سال ۱۹۲۲ با نام فرانسیس وی. بیلاس در فیلادلفیا به دنیا آمد و دومین خواهر از پنج خواهر بود. والدین او هر دو در بخش آموزش و پرورش مشغول به کار بودند، پدرش مهندس سیستم مدارس دولتی فیلادلفیا و مادرش معلم بود.
بیلاس در دبیرستان دخترانه فیلادلفیا جنوبی تحصیل کرد و در سال ۱۹۳۸ فارغ‌التحصیل شد. او در ابتدا در دانشگاه تمپل تحصیل می‌کرد، اما پس از دریافت بورسیه تحصیلی به کالج چستنات هیل تغییر رشته داد. او در رشته ریاضیات با گرایش فرعی فیزیک تحصیل کرد و در سال ۱۹۴۲ فارغ‌التحصیل شد. در آنجا با کاتلین آنتونلی آشنا شد که بعدها او نیز برنامه‌نویس انیاک شد.

## زندگی شخصی
در سال ۱۹۴۷، او با هومر دبلیو. اسپنس، مهندس برق ارتش از دانشگاه آبردین در آبردین پروو گراوند که به پروژه انیاک منصوب شده بود و بعدها رئیس شعبه تحقیقات کامپیوتر شد، ازدواج کرد. آنها صاحب سه پسر (جوزف، ریچارد و ویلیام) شدند.
فرانسیس اسپنس در سال‌های پس از جنگ به کار روی انیاک ادامه داد، اما اندکی پس از ازدواجش، برای تشکیل خانواده از کار استعفا داد. او در سال ۲۰۱۲ درگذشت و در گورستان هولی رود در وستبری، شهرستان ناسائو، نیویورک، ایالات متحده آمریکا به خاک سپرده شد.